# Jan Wyck
Pour les articles homonymes, voir Wyck (homonymie).

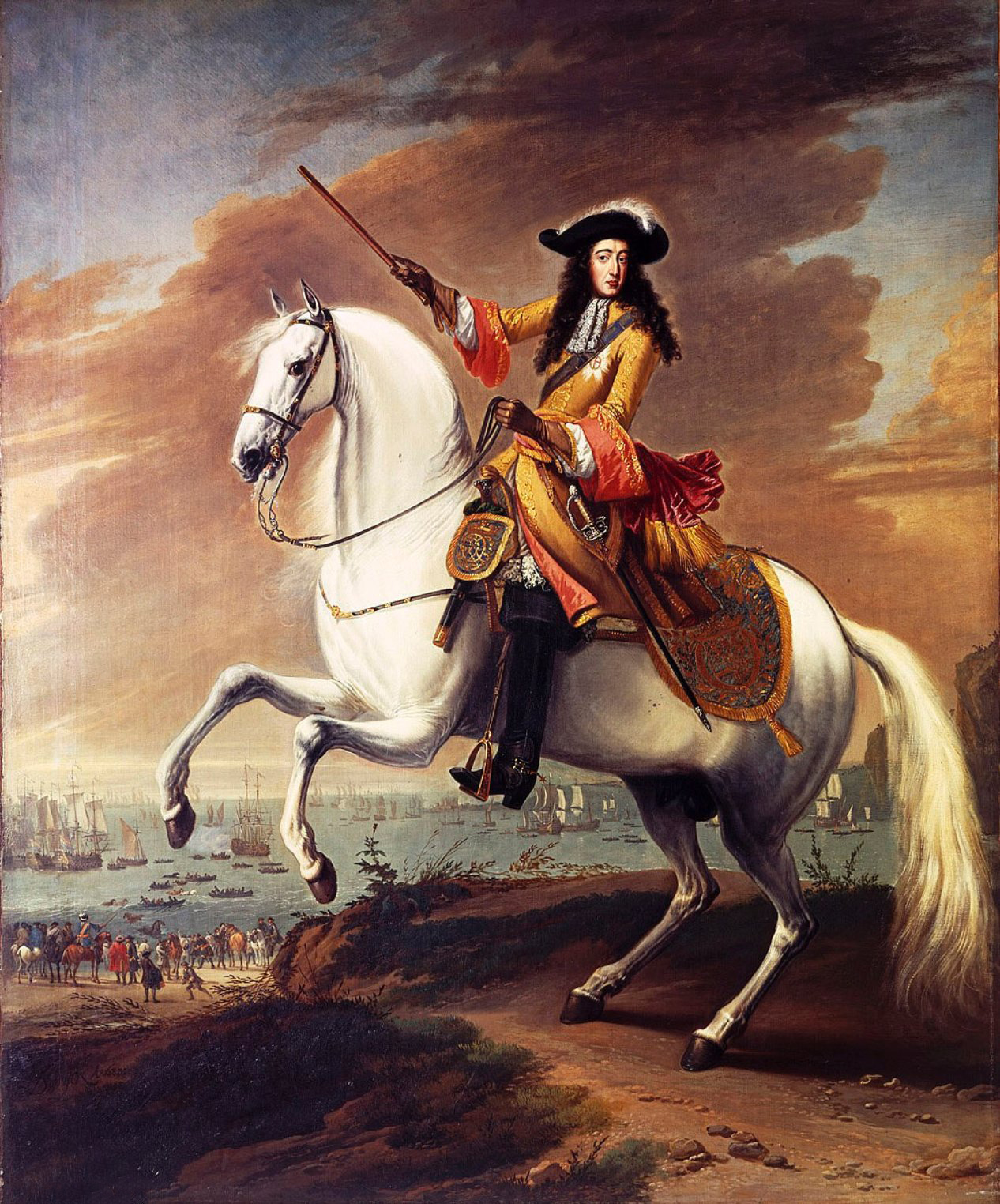
Guillaume III débarquant à Brixham, Jan Wyck, vers 1688

Jan Wyck ou Jan Wijck ou Jan Wijk, (29 octobre 1652, Haarlem - 17 mai 1702 Londres), est un peintre néerlandais du siècle d'or. Il est connu pour avoir peint des scènes de bataille, des portraits de personnages historiques, des scènes de chasse, et des paysages. 

## Biographie
Jan Wyck est né le 29 octobre 1652 à Haarlem aux Pays-Bas. Il est le fils du peintre Thomas Wyck. Il a vraisemblablement étudié la peinture auprès de son père qui a passé une partie de sa carrière en Italie. Le style du père et du fils est influencé par le style baroque italien. Vers 1664, pendant la Restauration, Thomas et Jan quittent les Pays-Bas pour gagner l'Angleterre, sous le règne du roi Charles II d'Angleterre. Jan et Thomas sont les témoins du grand incendie de Londres en 1666. Tandis que son père Thomas regagne les Pays-Bas, Jan reste vivre en Angleterre. Il se marie une première fois, et perd son épouse. Veuf, il se marie une deuxième fois le 22 novembre 1676 avec Anne Skinner originaire de St Martin-in-the-Fields, et lui donnera quatre enfants entre 1678 et 1683. Aucun d'entre eux n'atteindra l'âge adulte. Sa deuxième épouse Anne meurt en 1687. Il épouse en troisièmes noces, Elizabeth Holomberg, une Hollandaise, en 1688, qui lui donnera trois enfants. Cette dernière meurt en accouchant de sa fille en 1693.
Il meurt le 17 mai 1702 à Mortlake, un district de Londres.

## Œuvres

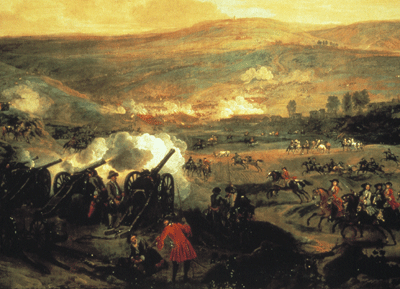
La bataille de la Boyne, Jan Wyck, vers 1693

- Guillaume III débarquant à Brixham, Torbay, le 5 novembre 1688, 1688, (collection du National Maritime Museum, Londres)
- Le roi Guillaume III, 1688
- Le roi Guillaume III à dos de cheval, 1690
- Bataille de cavalerie, 1680s?, (collection du Courtauld Institute, Londres)
- La bataille de la Boyne, 1690 (collection du National Army Museum, Londres)
- Le roi Guillaume III et son armée au Siège de Namur, 1695 (collection du National Army Museum, Londres)
- Paysage italien avec une ville et une chute d'eau, 1680s? (collection de la Tate Gallery, Londres)
- Un village fortifié dans un paysage rocailleux, 1680s? (collection de la Tate Gallery, Londres)
- Un paysage rocailleux avec un pont et une chaumière, 1680s? (collection de la Tate Gallery, Londres)